# Ligne de tramway 451
La ligne 451 est une ancienne ligne de tramway vicinal de la Société nationale des chemins de fer vicinaux (SNCV) qui reliait Oignies-en-Thiérache à Olloy-sur-Viroin.

## Histoire
22 mai 1954 : suppression.

## Infrastructure

### Dépôts et stations
Nom : (gare) : quand le dépôt ou la station est accolé ou proche d'une gare.
Type : D : dépôt , S : station , Sf : si la station sert de gare douanière à la frontière , Sp : si la station est établie dans un bâtiment privé le plus souvent un café ou plus rarement une habitation privée.
| Illustration | Nom     | Type | Commune              | Localisation                | État          | Remarques |
| ------------ | ------- | ---- | -------------------- | --------------------------- | ------------- | --------- |
|              | Oignies | D    | Oignies-en-Thiérache | 50° 01′ 18″ N, 4° 38′ 04″ E | Hors service. |           |